# Дети и радуга
Дети и радуга — второй студийный альбом российской альтернативной хип-хоп-группы Anacondaz, выпущенный в 2012 году на портале ThankYou.ru. В 2013 году, после подписания контракта с лейблом «Invisible Management», было выпущено переиздание.

## Об альбоме
Альбом был выпущен 20 мая 2012 года на портале ThankYou.ru. Переиздание альбома «Дети и радуга» стало первой работой группы после подписания контракта с лейблом «Invisible Management» в 2013 году. В переиздание альбома вошли три новых трека: «Грязные мысли», «Беляши», «Я иду гулять (Бриллианты не вечны)». Совместный трек с Захаром Маем не вошёл в переиздание из-за проблем с авторскими правами на «Песню старого извозчика» Леонида Утёсова.
В период с 25 июня по 1 июля 2013 года переиздание альбома попадает на девятую строчку в топ-20 самых популярных альбомов недели по версии сайта muz.ru.
Наталья Югринова на сайте OpenSpace.ru писала, что группа, начиная в Астрахани с саркастических речитативов, подняла свой уровень настолько, что в жанре «хип-хопа с гитарами» уже способна составить конкуренцию Noize MC. Портал включил релиз в список «Альбомы месяца»

## Список композиций
Все тексты написаны группой Anacondaz и RasKar, вся музыка написана группой Anacondaz, S_beats, Proff, Dj Superman и RasKar.
| №                   | Название                                                     | Длительность |
| ------------------- | ------------------------------------------------------------ | ------------ |
| 1.                  | «Лузер»                                                      | 3:40         |
| 2.                  | «Фотошоп» (п.у. Proff)                                       | 4:02         |
| 3.                  | «Корабль-призрак»                                            | 2:57         |
| 4.                  | «Круглый год»                                                | 3:10         |
| 5.                  | «Песня старого извозчика» (Л.О.Утёсов cover; п.у. Захар Май) | 3:13         |
| 6.                  | «Смертельное оружие»                                         | 4:08         |
| 7.                  | «Радуга» (п.у. RasKar)                                       | 3:27         |
| 8.                  | «Трус»                                                       | 3:04         |
| 9.                  | «Грустный»                                                   | 3:28         |
| 10.                 | «Этюд в багровых тонах»                                      | 3:05         |
| 11.                 | «Мой муж»                                                    | 2:01         |
| 12.                 | «Рассвет мертвецов»                                          | 2:31         |
| 13.                 | «Панч на панче»                                              | 3:37         |
| Общая длительность: | Общая длительность:                                          | 42:29        |

| №                   | Название                             | Длительность |
| ------------------- | ------------------------------------ | ------------ |
| 1.                  | «Лузер»                              | 3:40         |
| 2.                  | «Фотошоп (feat. Proff)»              | 4:02         |
| 3.                  | «Корабль-призрак»                    | 2:57         |
| 4.                  | «Круглый год»                        | 3:37         |
| 5.                  | «Смертельное оружие»                 | 4:08         |
| 6.                  | «Радуга (feat. RasKar)»              | 3:27         |
| 7.                  | «Трус»                               | 3:04         |
| 8.                  | «Грустный»                           | 3:28         |
| 9.                  | «Этюд в багровых тонах»              | 3:05         |
| 10.                 | «Мой муж»                            | 2:01         |
| 11.                 | «Рассвет мертвецов»                  | 2:31         |
| 12.                 | «Панч на панче»                      | 3:37         |
| 13.                 | «Грязные мысли»                      | 2:41         |
| 14.                 | «Беляши»                             | 2:53         |
| 15.                 | «Я иду гулять (Бриллианты не вечны)» | 3:20         |
| Общая длительность: | Общая длительность:                  | 48:38        |

## Видео
- 2012 —  «Live in studio. Part 1 / Фотошоп»
- 2012 —  «Live in studio. Part 2 / Рассвет мертвецов»
- 2013 —  «Грязные мысли»
- 2013 —  «Круглый год»
- 2013 —  «Беляши»